# Đakovo (Kroatië)
Đakovo (Hongaars: Diakovár; Duits: Diakowar; Servisch: Ђаково) is een stad in de regio Slavonië in het oosten van Kroatië. In 2011 had de stad 27.798 inwoners.
De kathedraal Sveti Petar is de belangrijkste bezienswaardigheid van de stad. Het is een van de grootste kathedralen van Kroatië.

## Geboren
- Ivan Vargić (15 maart 1987), voetbaldoelman

Steden (gradovi): Osijek · Beli Manastir · Belišće · Donji Miholjac · Đakovo · Našice · Valpovo

Gemeenten (općine): Antunovac · Bilje · Bizovac · Čeminac · Čepin · Darda · Donja Motičina · Draž · Drenje · Đurđenovac · Erdut · Ernestinovo · Feričanci · Gorjani · Jagodnjak · Kneževi Vinogradi · Koška · Levanjska Varoš · Magadenovac · Marijanci · Petlovac · Petrijevci · Podgorač · Podravska Moslavina · Popovac · Punitovci · Satnica Đakovačka · Semeljci · Strizivojna · Šodolovci · Trnava · Viljevo · Viškovci · Vladislavci · Vuka